# Charlotte Joeres
Charlotte Joeres (* 28. September 1916 in Dortmund; † 21. Januar 2007 in Ramstedt Schleswig-Holstein Kreis Nordfriesland) war eine deutsche Theaterschauspielerin, Hörspielsprecherin und Synchronsprecherin. Einem größeren Publikum wurde sie durch Film- und Fernsehrollen bekannt. Im Laufe ihrer Karriere spielte sie große Rollen an bedeutenden deutschen  Bühnen.

## Familie
Louise Charlotte Joeres ist die Tochter von Friedrich Wilhelm Joeres, geboren am 10. Januar 1881 in Mönchengladbach, Regierungsbezirk Düsseldorf, Nordrhein-Westfalen, verstorben 1953 im Alter von 71 Jahren in Brunswick Niedersachsen und seiner Ehefrau Florentine Joeres geborene Zöller, geboren in Dortmund 1879, verstorben in Dortmund am 31. Juli 1930.
Charlotte Joeres wuchs in Dortmund auf. Sie ist die Jüngste von vier Geschwistern, zweier wesentlich älterer Brüder, des Friedrich-Karl Joeres, 11 Jahre älter, des Bruders Hans Joeres und ihrer 14 Jahre älteren Schwester, der Konzertpianistin Margret Moufang, geb. Joeres (* 28. August 1902 in Dortmund; † 28. August 1965 in Heidelberg), der ersten Ehefrau von Franz Moufang. Einer ihrer Großneffen ist der Komponist und Klangkünstler David Moufang.

## Künstlerischer Lebensweg

### Schauspiel
Charlotte Joeres war Schülerin von Gustaf Gründgens. Sie gehörte nach dem Zweiten Weltkrieg dem Ensemble des Deutschen Schauspielhauses Hamburg an; 1952 wechselte sie an das junge Theater im Zimmer, ebenfalls in Hamburg, unter der Regie Helmuth Gmelins. Nach einem kurzen Intermezzo am Hessischen Staatstheater Wiesbaden, holte Gustav Rudolf Sellner Charlotte Joeres 1954 an das Landestheater Darmstadt, dem heutigen Staatstheater Darmstadt, dem sie für viele Jahre als Ensemblemitglied verbunden blieb. Hier verkörperte sie neben vielen anderen Rollen, die Rolle der „Gertrud Stauffacher“ in Sellners Inszenierung von Schillers Wilhelm Tell, die „Duvernoy“ in Tennessee Williams „Camino Real“ und die „Demeter“ in Artur Müllers „Francois Cenodoxus“. Lange Jahre war Charlotte Joeres Schauspielerin im Charakterfach am Schillertheater in Berlin, wo sie neben vielen anderen bedeutenden Rollen auch die „Mutter Courage“ in Bert Brechts Mutter Courage und ihre Kinder spielte.

### Film
Einem breiteren Publikum wurde Charlotte Joeres in den 1960er und 1970er Jahren durch ihre gelegentlichen Auftritte in Film- und Fernsehproduktionen bekannt. Sie spielte in verschiedenen Adaptionen von Bühnenvorlagen wie Jean Giraudoux’ Der trojanische Krieg findet nicht statt unter der Regie von Gustav Rudolf Sellner und Anton Tschechows Der Kirschgarten unter der Regie von Heinz Hilpert; Literaturverfilmungen wie Eli, ein Drama der jüdischen Autorin und Nobelpreisträgerin für Literatur Nelly Sachs und Die Flucht nach Ägypten nach Wolfdietrich Schnurre, aber auch in Unterhaltungsproduktionen wie dem Krimi Der Prozeß Carl von O. unter der Regie von John Olden. Im Kino war Charlotte Joeres unter anderem in den Dramen Ein Frauenarzt klagt an und Heinrich Penthesilea von Kleist, unter der Regie von Falk Harnack, zu sehen.

### Hörspiel
Daneben arbeitete Charlotte Joeres umfangreich als Hörspielsprecherin für verschiedene Rundfunkanstalten. So verkörperte sie die Laborhelferin Meta unter der Regie von Otto Kurth in Ein Engel namens Schmitt von Just Scheu und Ernst Nebhut  beim NWDR 1953, Frau John in Hans Lietzaus Produktion von Gerhart Hauptmanns Die Ratten im RIAS 1962, die Hermione in Die Reise des Herrn Admet nach Marie Luise Kaschnitz im HR 1960, unter der Regie von Peter Schulze-Rohr, die Mutter in Tom Stoppards Alberts Brücke im SFB 1968, die Donna Clara in Thornton Wilders Die Brücke von San Luis Rey ebenfalls im SFB im Jahr 1952.

### Synchronisation
Charlotte Joeres lieh ihre Stimme als Synchronsprecherin Katherine Kath in John Hustons Moulin Rouge, Jean Dixon in George Cukors Die Schwester der Braut und anderen Filmschauspielerinnen.

## Filmografie (Auswahl)
- 1957: Der trojanische Krieg findet nicht statt
- 1959: Der Kirschgarten
- 1964: Der Prozeß Carl von O.
- 1964: Ein Frauenarzt klagt an
- 1968: Wind in den Zweigen des Sassafras
- 1969: Die Flucht nach Ägypten
- 1970: Eli
- 1974: Sechs Wochen im Leben der Brüder G.
- 1983: Heinrich Penthesilea von Kleist